# Forcipomyia caribbea
Forcipomyia caribbea är en tvåvingeart som beskrevs av Wirth och Dow 1971. Forcipomyia caribbea ingår i släktet Forcipomyia och familjen svidknott. Inga underarter finns listade i Catalogue of Life.